# 트랜스포머 명예의 전당
공인된 트랜스포머 명예의 전당 (Transformers Hall of Fame)은 더욱 인기 있는 트랜스포머 캐릭터들과 함께 트랜스포머 장난감과 엔터테인먼트 프랜차이즈의 가장 뛰어난 사람들을 기리기 위해 하스브로에 의해 만들어졌다.

## 선택 과정
매년, 해즈브로는 명예의 전당의 인간 부분에 입성할 개인을 선정한다. 해즈브로는 또한 명예의 전당의 트랜스포머 부분에 소중히 간직하여 자격이 있다고 느끼는 특정 캐릭터를 선택한다. 명예의 전당의 목적상, 등장인물들은 다른 연속성들 사이에서 차별화되지 않는다. 캐릭터 일대기는 캐릭터가 해즈브로의 현재 통일된 연속성에 표현되어 있음을 반영하는 경향이 있었다.
해즈브로는 팬들 선택 입성을 위해 다양한 트랜스포머 팬 사이트에서 추가 후보 지명을 요청한다. 상위 5명의 후보자는 명예의 전당에 선출 될 자격이 있으며 투표는 공식 트랜스포머 웹 사이트에서 4월에 열린다. 수상자는 명예의 전당 입성식에서 발표된다.

## 명예의 전당 인물

#### 픽션 캐릭터
| 입성              | 범주 | 세계관                    |
| ----------------- | ---- | ------------------------- |
| 옵티머스 프라임   | 2010 | 다중                      |
| 범블비            | 2010 | 다중                      |
| 메가트론          | 2010 | 다중                      |
| 스타스크림        | 2010 | 다중                      |
| 다이노봇          | 2010 | 비스트 워즈               |
| 아이언하이드      | 2011 | 다중                      |
| 라쳇              | 2011 | 다중                      |
| 사운드웨이브      | 2011 | 다중                      |
| 와스피네이토      | 2011 | 다중                      |
| 그림록            | 2012 | 다중                      |
| 재즈              | 2012 | 다중                      |
| 쇼크웨이브        | 2012 | 다중                      |
| 휠잭              | 2012 | 다중                      |
| 메가트론          | 2013 | 비스트 워즈/비스트 머신즈 |
| 울트라 매그너스   | 2013 | 다중                      |
| 알씨              | 2014 | 다중                      |
| 로디머스          | 2014 | 다중                      |
| 프라울            | 2015 | 다중                      |
| 프레데킹          | 2015 | G1                        |
| 옵티머스 프라이멀 | 2016 | 비스트 워즈/비스트 머신즈 |
| 코스모스          | 2016 | 다중                      |
| 갈바트론          | 2017 | 다중                      |
| 바리케이드        | 2017 | 영화 세계관               |
| 블랙아라크니아    | 2018 | 다중                      |
| 스카이워프        | 2019 | 다중                      |
| 넉 아웃           | 2020 | 프라임                    |

#### 인물
| 입성                 | 범주 |
| -------------------- | ---- |
| 밥 부디안스키        | 2010 |
| 피터 컬런            | 2010 |
| 요케 히데아키        | 2010 |
| 오노 고진            | 2010 |
| 스티븐 스필버그      | 2011 |
| 마이클 베이          | 2011 |
| 크리스 라타          | 2012 |
| 사이먼 퍼먼          | 2012 |
| 스탄 부시            | 2014 |
| 프랭크 웰커          | 2015 |
| 빈스 디콜라          | 2015 |
| 데이비드 케이        | 2016 |
| 저드 넬슨            | 2016 |
| 위어드 알 얀코빅     | 2016 |
| 수잔 블루            | 2017 |
| 로렌조 디 보나벤츄라 | 2017 |
| 존 바버              | 2018 |
| 플린트 딜            | 2019 |
| 쿠니히로 타카시      | 2019 |
| 그레그 버거          | 2020 |

## 같이 보기
- 트랜스포머